# 小型太阳瓶子草
小型太阳瓶子草（学名：Heliamphora parva）是委内瑞拉内布利纳山特有的食虫植物。其生长于海拔1750至2200米处。